# آدم دالي
آدم دالي (30 ديسمبر 1968 في أستراليا - ) (بالإنجليزية: Adam Dale)‏ هو لاعب كريكت أسترالي. لعب مع فريق كوينسلاند للكريكت ‏.

## وصلات خارجية
- آدم دالي على موقع إي آس بي آن كريك إنفو (الإنجليزية)